# Norbert Bouten
Norbert Bouten, né à Welkenraedt, le 14 avril 1875 et mort à Louvain le 2 février 1963, est un peintre belge.
Son champ pictural, relevant de l'école de Bruges, couvre essentiellement les paysages et les vues de villes.

## Biographie

### Famille
Norbert (Norbert Charles Joseph) Bouten, né à Welkenraedt, arrondissement de Verviers, le 14 avril 1875, est le fils d'Aimé Pierre Bouten (1841-1885), facteur de station aux chemins de fer belges, et de Mélanie Haecke (1851-1925), mariés à Bruges en 1873. Norbert Bouten épouse à Bruges le 14 février 1911 Berthe Delwaide (1878-1930). Le couple a quatre enfants.

### Formation
Né à Welkenraedt, Norbert Bouten et sa famille s'installent à Bruges, où le futur peintre passe son enfance. Orphelin de père à l'âge de dix ans, il étudie à l'Académie des beaux-arts de Bruges.

### Carrière
Norbert Bouten expose Coin de petite rue à Bruges, au Salon de Gand de 1906. L'année suivante, il propose une peinture intitulée Crépuscule de décembre à Bruges au Salon de Bruxelles de 1907. À l'exposition internationale des beaux-arts de Bruges de 1908, il envoie Canal et Vieille Cour. Au Salon de Bruxelles de 1914, il présente Canal. 
En 1911, il publie en français Théorie nouvelle en matière de perspective. Après la guerre de 1914-1918, il ne parvient plus à vivre exclusivement de son art et ouvre un magasin d'antiquités et de restauration de tableaux. Il vend en 1929 des carreaux de céramique hollandaise du XVIe siècle, aujourd'hui conservés au Cleveland Museum of Art. Cependant, la mort de son épouse en 1930, qui laisse trois enfants mineurs, augmente ses difficultés matérielles. Il ferme sa boutique quelques années plus tard. 
Norbert Bouten quitte Bruges en 1945, pour s'établir chaussée de Bouchout à Hove. Il meurt à Louvain le 2 février 1963.

## Œuvre

### Caractéristiques
Son champ pictural, relevant de l'école de Bruges, couvre les paysages et les vues de villes, essentiellement de Bruges.

### Collection muséale
- Musea Brugge : Le Minnewater à Bruges (inventaire no &0000.GRO2749.II)[6].